# Andrij Melnyczuk
Andrij Jarosławowycz Melnyczuk, ukr. Андрій Ярославович Мельничук (ur. 14 listopada 1978 w Czerniowcach) – ukraiński piłkarz, grający na pozycji bramkarza.

## Kariera piłkarska

### Kariera klubowa
Wychowanek Szkoły Sportowej w Czerniowcach. Pierwszy trener Ihor Kałyta, a potem Wołodymyr Nikitin. W 1999 rozpoczął karierę piłkarską w trzecioligowej drużynie Bukowyna Czerniowce. Następnie po sezonie grał w klubach Oskił Kupiańsk i Sokił Złoczów. Latem 2002 został piłkarzem Prykarpattia Iwano-Frankiwsk, ale występował najpierw przez pół roku w farm-klubie Łukor Kałusz, a po przerwie zimowej przyszedł do Prykarpattia. Jesienią 2003 ponownie został wypożyczony do kałuszskiego zespołu, który już nazywał się Prykarpattia Kałusz. Przez konflikt z trenerem Bohdanem Bławackim na początku 2004 odszedł do innego Spartaka ze Sum. Ale przez problemy finansowe klubu latem 2005 powrócił do Spartaka Iwano-Frankiwsk. Latem 2006 przeszedł do Stali Dnieprodzierżyńsk, a po zakończeniu sezonu został zaproszony do wyższoligowego Naftowyka Ochtyrka. Rozegrał tylko 6 spotkań po czym w drugiej połowie sezonu 2007/08 został wypożyczony do Komunalnyka Ługańsk. Przed rozpoczęciem sezonu 2009/10 powrócił do rodzimej Bukowyny. Podczas przerwy zimowej sezonu 2009/10 wyjechał do Uzbekistanu, gdzie podpisał kontrakt z Qizilqumem Zarafshon. Latem 2011 przeniósł się do Dinama Samarkanda. Pełnił funkcje kapitana drużyny. W 2015 zakończył karierę piłkarską.

## Kariera trenerska
Po zakończeniu kariery piłkarza rozpoczął karierę szkoleniową. Najpierw pomagał trenować Stal Kamieńskie. 2 lipca 2019 został mianowany na stanowisko głównego trenera Bukowyny Czerniowce.